# 内田晋斎
内田 晋斎（うちだ しんさい、嘉永元年（1848年） - 明治32年（1899年）5月12日）は、明治期の書体研究家、教科書編集者、啓蒙思想家。晋斎は号で、他に芳斎。本名は嘉一。明治24年には、日本で初めての特許開発者ともなったとされる。

## 経歴
嘉永元年（1848年）上総国生まれ。慶応4年（1868年）に慶應義塾に入塾。卒業後、福沢諭吉著の『啓蒙手習之文』の版下作成を任じられ、儒学者・巻菱湖の書風で書かれた書体は評判が良かったといわれる。秀英体が採用した仮名書風の「秀英体A型仮名書風」の構想に深く関わっており、「秀英体B型仮名書風」には宮城玄魚が関わったとされる。また、辞書の日本語訳を最初に横書きにしたのは『浅解英和辞林』（明治4年）とされている。
他、数多くの教科書執筆を手がけ、文部省で横山由清、中根淑、南部義舞、片山淳吉の5名で「文法会」を結成した。墓所は谷中霊園。

## 著作
教科書
- 『小学中等科読本』
- 『小学読本』
- 『小学読本高等科』
- 『かなづかひはやまなび』
- 『地学新篇』
- 『実用読本尋常科』

啓蒙書
- 『窮理捷径十二月帖』
- 『泰西訓蒙図解』
- 『素本（そほん） 世界國盡』